# Sibylle Kuhne

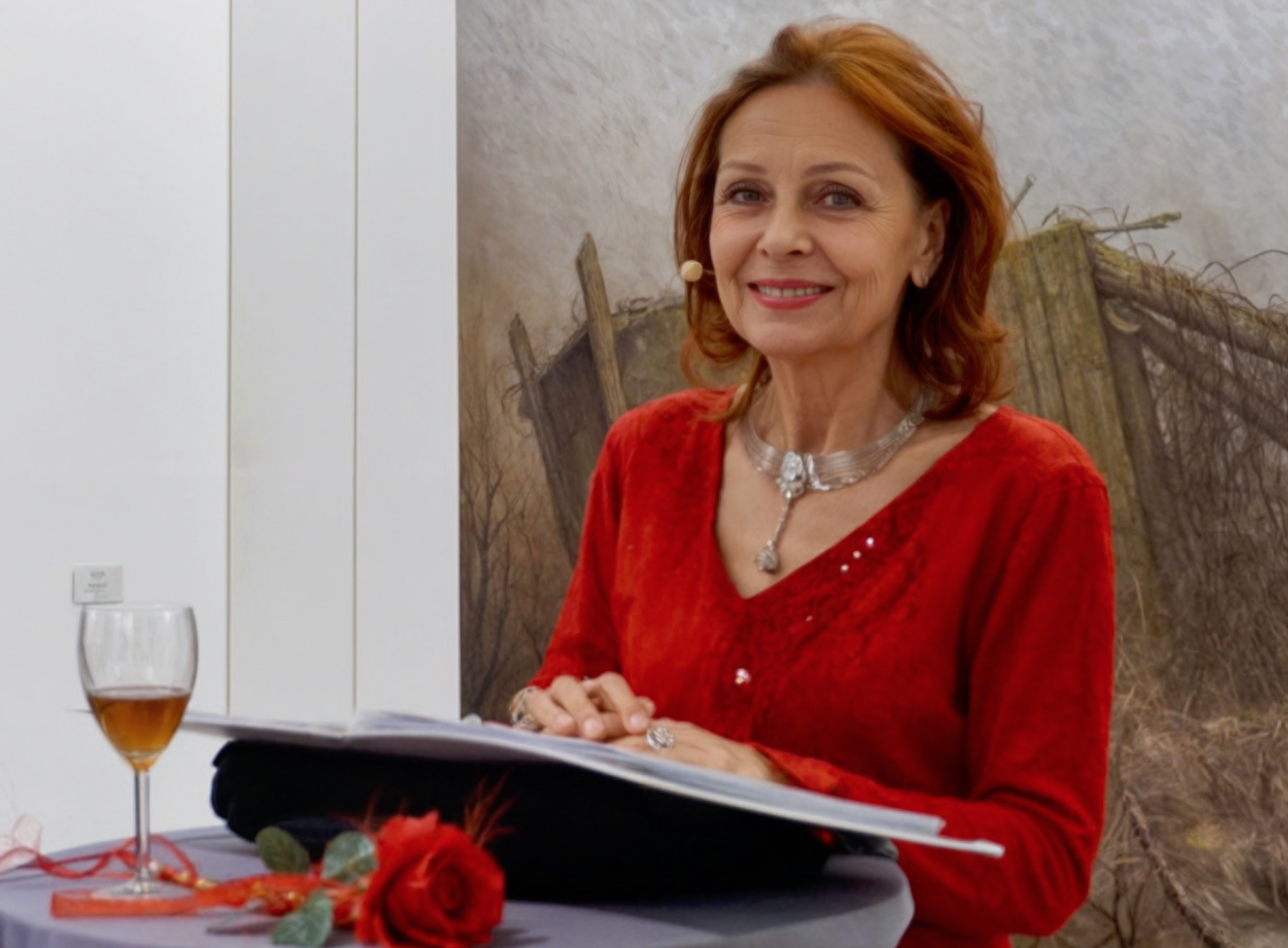
Sibylle Kuhne

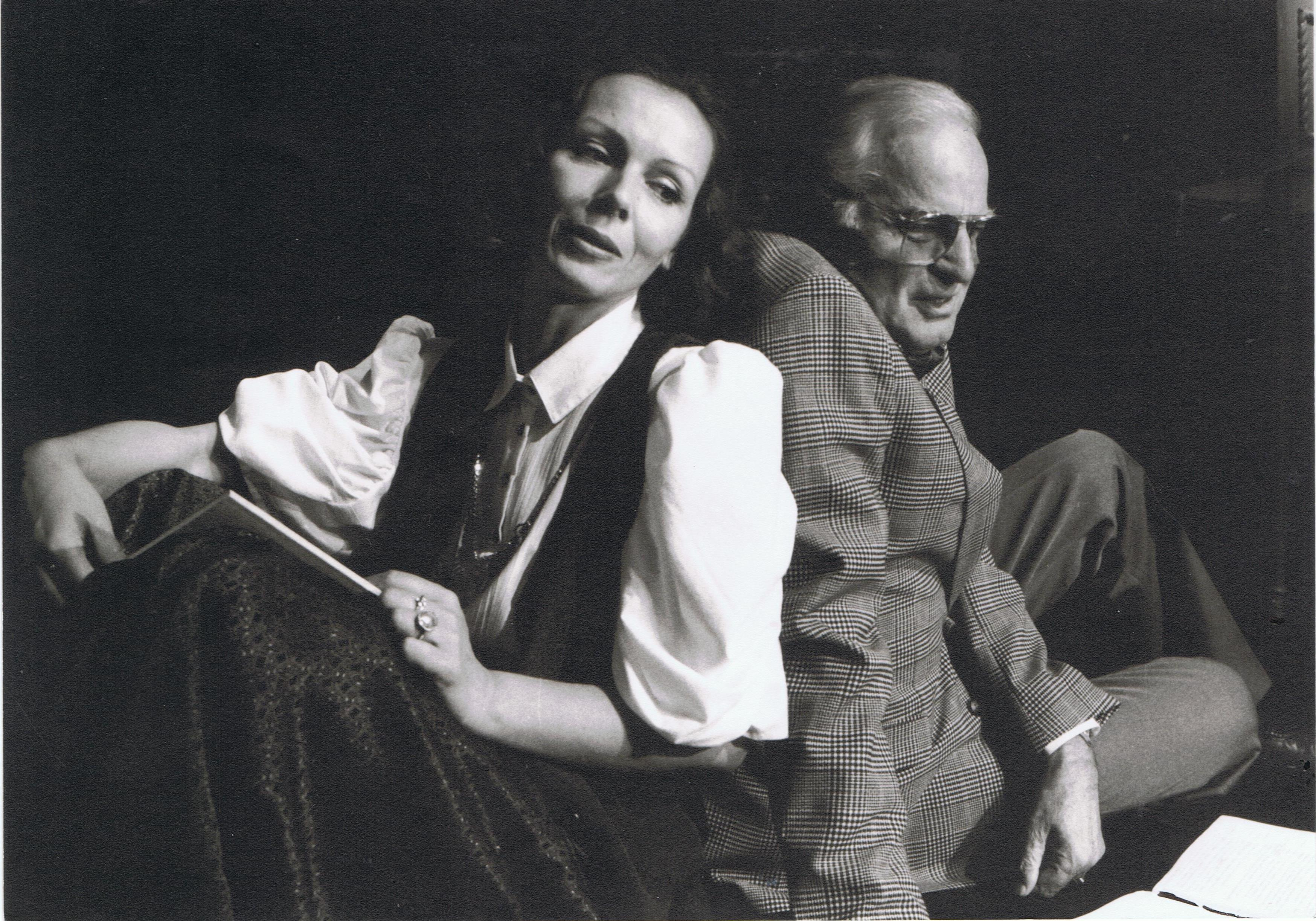
Szenenfoto aus „Geliebter Lügner“: Jörg Kaehler als George Bernhard Shaw und Sibylle Kuhne als Mrs. Patrick Campbell

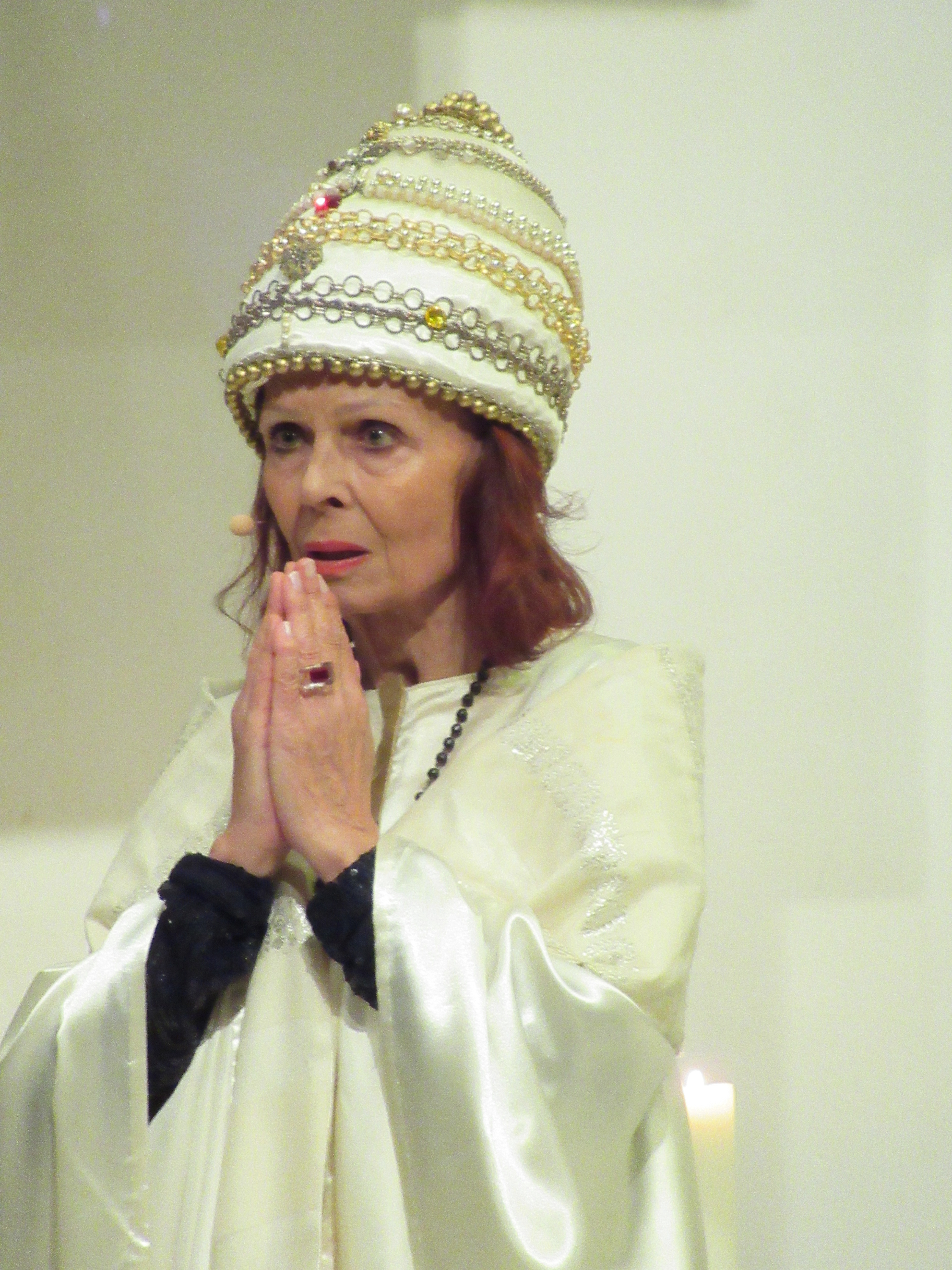
Theatersolo: Sibylle Kuhne in „Die amerikanische Päpstin“

Inga Sibylle Kuhne (* 2. November 1948 in Delitzsch; bürgerlich: Kaehler) ist eine deutsche Schauspielerin und Sprecherin.

## Leben
Sibylle Kuhne studierte erfolgreich an der Theaterhochschule „Hans Otto“ Leipzig. Erste Theaterengagements erhielt sie an den Städtischen Bühnen Leipzig und am Volkstheater Rostock. Daneben war sie als Sprecherin für Funk und Synchron tätig. Im Jahr 1984 erfolgte die Ausreise aus der DDR. Nach ihrer Übersiedlung hatte sie Gastengagements unter anderem in Schwäbisch Hall, Stuttgart, Köln, Bonn, Bochum, Mainz, Hannover, Hamburg und München. Es folgten Gastrollen in TV-Serien, Sprechertätigkeit in Hörspielproduktionen, für Hörbücher und Synchronisation von Spiel- und Zeichentrickfilmen.
Seit 1995 arbeitete Sibylle Kuhne vorwiegend unter der Regie ihres Ehemannes Jörg Kaehler in eigenen Theaterproduktionen, von 2000 bis 2010 war sie als Schauspielerin und Produzentin an den Neunkirchner und Siegburger Freilichtspielen beteiligt, die Theaterleiter Jörg Kaehler begründet hatte.
Sibylle Kuhne tritt mit eigenen musikalisch-literarischen Programmen auf und gibt Lesungen.

## Filmografie (Auswahl)
- 1984: Kontakt bitte… (Fernsehserie)
- 1988: Der Knick – Die Geschichte einer Wunderheilung
- 1987: Hals über Kopf (Fernsehserie, Folge Die Zauberkinder)
- 1989: Tam Tam oder Wohin die Reise geht (Fernsehzweiteiler)
- 1990: Die lieben Verwandten (Fernsehserie)
- 1993: Tisch und Bett (Fernsehserie)
- 1994: Stadtklinik (Fernsehserie, 2 Folgen)
- 1994: Familie Heinz Becker (Fernsehserie, Folge In der Galerie)
- 1994: Ohne Schein läuft nichts (Fernsehserie)
- 1994: Die Wache (Fernsehserie, verschiedene Rollen, 2 Folgen)
- 1995: Verbotene Liebe (Fernsehserie, 3 Folgen)
- 1995: Scheidungsgericht (Fernsehserie, 9 Folgen)
- 1995: Notaufnahme (Fernsehserie, 3 Folgen)
- 1995: Julie Lescaut – Die Spitze des Dreiecks (Fernsehreihe)
- 1996: Die Wache (Fernsehserie, 1 Folgen)
- 1996: Unter uns (Fernsehserie, 2 Folgen)
- 1997: Lindenstraße (Fernsehserie, Folge Schwanengesang)
- 1997: Ein Fall für Zwei (Fernsehserie, Folge Aufs falsche Pferd gesetzt)
- 1998: Höllische Nachbarn (Fernsehserie, Folge Der Professoren-Krieg)
- 1999: Marienhof (Fernsehserie, 2 Folgen)
- 1999: Anwälte der Toten – Babynahrung (Fernsehreihe)
- 1999: Streit um drei (Fernsehserie, Folge Wenn der Schmerz nachlässt)
- 2003: Unter uns (Fernsehserie)
- 2013, 2017: In aller Freundschaft (Fernsehserie, 2 Folgen)
- 2013–2014: Verbotene Liebe (Fernsehserie, 4 Folgen)
- 2018: Schloss Einstein (Fernsehserie, 1 Folge)
- 2024: Die Heinzels – Neue Mützen, neue Mission (Stimme)

## Theaterstücke und Rollen (Auswahl)
- Städtische Theater Leipzig / Kammerspiele
  - 1976: Helene in Der Kammersänger (Wedekind), Regie: Joachim Scholz
- Volkstheater Rostock
  - 1980: Lavinia in Trauer muß Elektra tragen (O’Neill), Regie: Hanns Anselm Perten
- Staatstheater Mainz
  - 1985: Dona Proeza in Der seidene Schuh (Claudel), Regie: Dietrich Taube
- Contra-Kreis-Theater Bonn
  - 1986: Mary in Einer ist selten allein (Pertwee), Regie: Wolfgang Spier
  - 1990: Brigitte Harras in Damenroulette (Philipp), Regie: Gunther Philipp
  - 1999: Rosie in Sein bester Freund (Douglas Home), Regie: Gunther Philipp
- Altes Schauspielhaus Stuttgart / Komödie im Marquardt
  - 1988: Viktoria Thoss in Sturm im Wasserglas (Frank), Regie: Claus Landsittel
  - 1990: Catherine in Der Verführer (Fabbri), Regie: Wolfgang Schön
  - 1991: Mrs. Ford in Die lustigen Weiber von Windsor (Shakespeare), Regie: Jutta Wachsmann
- Eurotheater Central Bonn
  - 1992: Mrs. Campbell in Geliebter Lügner (Kilty), Regie: Jörg Kaehler
  - 1997: Roberta Gomez Dowsen in Mathematik der Liebe (Vilar), Regie: Jörg Kaehler
- Neunkirchner Freilichtspiele
  - 2000: Sophie in Casanova auf Schloß Dux (Gassauer), Regie: Jörg Kaehler
- Neues Theater Hannover
  - 2002: Charlotte Hay in Cyrano in Buffalo (Ludwig), Regie: Udo Schürmer
- Theater am Sachsenring Köln
  - 2003: Else in Das Fest (Vinterberg/Rukov), Regie: Joe Knipp
- Siegburger Freilichtspiele
  - 2006: Mirandolina in Mirandolina (Goldoni), Regie: Jörg Kaehler
  - 2007: Marthe Schwertlein in Faust I (Goethe), Regie: Jörg Kaehler
  - 2008: Amme in Romeo und Julia (Shakespeare), Regie: Jörg Kaehler
- Theater Haus Birkenried
  - 2000: Sie in Altmodische Komödie (Arbusov), Regie: Jörg Kaehler
  - 2001: Melissa in Love Letters (Gurney), Regie: Jörg Kaehler
  - 2001: Mary Tyrone in Eines langen Tagen Reise in die Nacht (O’Neill), Regie: Jörg Kaehler
  - 2003: Charlotte von Stein (Solorolle) in Ein Gespräch im Hause Stein über den abwesenden Herrn von Goethe (Hacks), Regie: Jörg Kaehler
  - 2005: Helene Alving in Gespenster (Ibsen), Regie: Jörg Kaehler
  - 2010: Lily Harrison in Sechs Tanzstunden in sechs Wochen (Alfieri), Regie: Jörg Kaehler
  - 2012: Angela (Solorolle) in Meine tolle Scheidung (Aron), Regie: Jörg Kaehler
  - 2013: Sarah Bernhardt in Ich bin mit der Sonne verwandt (Memoiren der Sarah Bernhardt von John Murrell), Regie: Jörg Kaehler
  - 2014: Oskar & Oma Rosa (Theatersolo) in Oskar und die Dame in Rosa (Eric-Emmanuel Schmitt), Regie: Jörg Kaehler
  - 2016: Päpstin (Solorolle) in Die amerikanische Päpstin (Esther Vilar), Regie: Jörg Kaehler / Sibylle Kuhne

## Hörbücher (Auswahl)
- 2013: Das Königsmal (Katrin Burseg)
- 2011: Das Zimmer (Helen Garner)
- 2007: Alleinflug – mein Leben (Elly Beinhorn)
- 2000: Große, kleine Schwester (Peter Härtling)
- 1999: Maria Magdalena (Marianne Fredrikssohn)

## Auszeichnung
- 2003 Theaterpreis der Stadt Köln für „Das Fest“ (Mitwirkung)[1]